# Tour du Moulin de l'École
La Tour du Moulin de l'École est un bâtiment médiéval de Pernes-les-Fontaines, en Vaucluse.

## Histoire
La tour du Moulin de l'École a un caractère résidentiel d’apparat du début du XIIIe siècle. Elle devait faire partie d'une demeure plus vaste, dont il n'existe plus de trace. Au début du XIVe siècle, la tour a été rachetée par la municipalité de Pernes, pour en faire la maison commune. La tour est associée, à cette époque, à un bâtiment ayant fonction d'hôpital. La tour, a la même époque, fait l'objet d'un réaménagement intérieur, avec la création d'un plancher intermédiaire.
Ce n'est qu'au XVIIe siècle que l'édifie est transformé en moulin, période à laquelle la bâtisse prend le nom de Moulin des écoles. Le conseil municipal y garde une salle de réunion, jusqu'en 1619. Son utilisation en tant que moulin à huile, jusqu'à la Révolution française, a modifié l’aspect de la tour, par la percée de certaines maçonnerie, notamment. La création de la place, dite des comtes de Toulouse, proche de la tour, est créée en 1975, par la destruction de bâtis anciens, ce qui la désenclave. La tour est inscrite au titre des monuments historiques, depuis le 15 janvier 2013.

## Bâtiment
Le bâtiment est entièrement construit en pierre de taille. Sa salle du premier étage possède une hauteur sous plafond de 7 mètres.